# Тріатлон на Європейських іграх 2023
Змагання з тріатлону на Європейських іграх 2023 року пройшли у місті Краків з 27 червня по 1 липня 2023 року. Ці змагання були кваліфікіційними на Олімпійські ігри 2024 року.

## Медальний залік
*   Країна-господарка ( Польща)
| Місце               | Країна                | Золото | Срібло | Бронза | Загалом |
| ------------------- | --------------------- | ------ | ------ | ------ | ------- |
| 1                   | Норвегія (NOR)        | 3      | 0      | 0      | 3       |
| 2                   | Ізраїль (ISR)         | 0      | 1      | 0      | 1       |
| 2                   | Австрія (AUT)         | 0      | 1      | 0      | 1       |
| 2                   | Велика Британія (GBR) | 0      | 1      | 0      | 1       |
| 5                   | Угорщина (HUN)        | 0      | 0      | 1      | 1       |
| 5                   | Бельгія (BEL)         | 0      | 0      | 1      | 1       |
| 5                   | Швейцарія (SUI)       | 0      | 0      | 1      | 1       |
| Загалом (7 збірних) | Загалом (7 збірних)   | 3      | 3      | 3      | 9       |

## Результати
| Дисципліна       | Золото                                                                   | Срібло                                                              | Бронза                                                       |
| ---------------- | ------------------------------------------------------------------------ | ------------------------------------------------------------------- | ------------------------------------------------------------ |
| Чоловіки         | Ветл Бергсвік Торн (NOR)                                                 | Шахар Сагів (ISR)                                                   | Адріан Бріффод (SUI)                                         |
| Жінки            | Сольвейг Льовсет (NOR)                                                   | Юлія Гаузер (AUT)                                                   | Жольєн Вермейлен (BEL)                                       |
| Змішана естафета | Норвегія Ветл Бергсвік Торн Лотте Міллер Каспер Сторнес Сольвейг Льовсет | Велика Британія Барклі Іззард Софі Алден Коннор Бентлі Сіан Рейнслі | Угорщина Гергелі Кіш Жанетт Брагмаєр Герго Добі Марта Кропко |

У чоловічому турнірі українець Віталій Воронцов посів 33 місце. Уродженець Харкова Ростислав Пєвцов — на 6 позиції.
У змаганні серед жінок виступали три спортсменки: Софія Прийма завершила дистанцію на 35 місці, Марина Кирик — 39, а Ксенія Левковська — не фінішувала.